# Pretoriamyia plumicornis
Pretoriamyia plumicornis là một loài ruồi trong họ Tachinidae.